# Guido Vernani
Guido Vernani (Rimini, 1290 circa – 1345) è stato uno scrittore italiano.

## Biografia
Domenicano e sostenitore delle legittimità del potere temporale della Chiesa, nel 1328 circa scrisse De reprobatione Monarchie composita a Dante, aspra critica del De Monarchia di Dante Alighieri.